# Saint-Benoît-du-Sault
Saint-Benoît-du-Sault é uma comuna francesa na região administrativa do Centro-Vale do Loire, no departamento Indre. Estende-se por uma área de 1,80 km². Em 2010 a comuna tinha 615 habitantes (densidade: 341,7 hab./km²).
Pertence à rede das As mais belas aldeias de França.